# G. Ri
Victor Joseph Louis Mousselet dit G. Ri est un auteur de bande dessinée et illustrateur français né le 12 mai 1853 à Nantes et mort le 16 octobre 1940 à Paris 16e.

## Biographie
Bien qu'il ait publié dans de nombreux illustrés comme La Jeunesse illustrée, Le Bon Vivant et Les Belles Images, et que ses histoires d'aventure aient marqué de nombreux jeunes lecteurs (parmi lesquels Vercors), il reste peu connu. C'est également un pionnier de la bande dessinée de science-fiction.
La première anthologie de ses planches de science-fiction, titrée Dans l'infini : 1906-1913, paraît en octobre 2017 aux Éditions 2024, en coédition avec la BNF, sélectionnée pour le prix du patrimoine du festival d'Angoulême.